# Грещевина
Грещевина (хорв. Grešćevina) — населений пункт у Хорватії, у Вараждинській жупанії у складі міста Вараждинське Топлиці.

## Населення
Населення за даними перепису 2011 року становило 140 осіб.
Динаміка чисельності населення поселення:

## Клімат
Середня річна температура становить 10,27 °C, середня максимальна – 23,90 °C, а середня мінімальна – -5,58 °C. Середня річна кількість опадів – 837 мм.
| Клімат поселення                              | Клімат поселення | Клімат поселення | Клімат поселення | Клімат поселення | Клімат поселення | Клімат поселення | Клімат поселення | Клімат поселення | Клімат поселення | Клімат поселення | Клімат поселення | Клімат поселення | Клімат поселення |
| Показник                                      | Січ.             | Лют.             | Бер.             | Квіт.            | Трав.            | Черв.            | Лип.             | Серп.            | Вер.             | Жовт.            | Лист.            | Груд.            |                  |
| Середній максимум, °C                         | 5,82             | 7,44             | 11,79            | 15,92            | 20,91            | 23,90            | 23,06            | 22,53            | 18,51            | 13,82            | 8,26             | 4,42             |                  |
| Середня температура, °C                       | 0,11             | 1,74             | 6,08             | 10,22            | 15,21            | 18,20            | 19,91            | 19,37            | 15,36            | 10,66            | 5,10             | 1,27             |                  |
| Середній мінімум, °C                          | −5,58            | −3,95            | 0,40             | 4,53             | 9,52             | 12,50            | 16,75            | 16,22            | 12,20            | 7,52             | 1,96             | −1,88            |                  |
| Норма опадів, мм                              | 42               | 44               | 53               | 66               | 73               | 96               | 85               | 86               | 80               | 77               | 77               | 58               |                  |
| Середньомісячна швидкість вітру, м/с          | 2.10             | 2.31             | 2.70             | 2.64             | 2.46             | 2.20             | 2.10             | 1.90             | 1.97             | 2.01             | 2.16             | 2.16             |                  |
| Середньомісячна сонячна радіація, кДж/м²·день | 4082             | 6782             | 10576            | 14913            | 19061            | 20959            | 21529            | 18862            | 13982            | 8698             | 4589             | 3314             |                  |
| --------------------------------------------- | ---------------- | ---------------- | ---------------- | ---------------- | ---------------- | ---------------- | ---------------- | ---------------- | ---------------- | ---------------- | ---------------- | ---------------- | ---------------- |
| Джерело:                                      |                  |                  |                  |                  |                  |                  |                  |                  |                  |                  |                  |                  |                  |